# Antemurale Christianitatis
Antemurale Christianitatis («baluarte del cristianismo») fue la denominación empleada para los países que defendieron las fronteras de la civilización cristiana ante el avance del Imperio otomano.
El papa León X llamó a Croacia Antemurale Christianitatis en 1519, dado que los ejércitos croatas había hecho contribuciones significativas a la lucha contra el expansionismo turco en Europa. El avance del Imperio otomano fue detenido en suelo croata que podría ser, en este sentido, considerado como una puerta histórica de la civilización europea. Sin embargo, la civilización otomana conquistó parte de Croacia desde el siglo XV hasta el siglo XIX. '
Por su secular posición en contra de los avances de los musulmanes, la Mancomunidad Polaco-Lituano ganaría también el nombre de Antemurale Christianitatis. Los polacos y lituanos lucharon contra los tártaros de Crimea en los siglos XVI y XVII y contra los turcos en 1620-1622, 1672-1683 y 1683-1699. Los polacos también combatieron contra la protestante Suecia y la ortodoxa Rusia.
En 1683, la batalla de Viena marcó el punto de inflexión en una lucha de doscientos cincuenta años entre las fuerzas de la Europa cristiana y las del Imperio otomano y del Kanato de Crimea, pues supuso el final de la expansión islámica por tierras europeas y el inicio de un retroceso paulatino que terminaría con la desaparición del Imperio otomano tras la Primera Guerra Mundial, sancionada finalmente en el Tratado de Sèvres (1920).